# Мьянманско-сербские отношения
Мьянманско-сербские отношения — двусторонние отношениям между республиками Союз Мьянма и Сербия. Началом истории сотрудничества двух государств можно считать дату 19 декабря 1950, когда Союз Бирма и Социалистическая Федеративная Республика Югославия установлили дипломатические отношения  друг с другом.

## Югославско-бирманские отношения
В 1950 году были установлены дипломатические связи между Югославией и Бирмой. Бирманское правительство рассматривало Югославию как яркий пример успешного социалистического государства. Оба государства являлись странами с социалистическим строем, состоящими из множества этнических и религиозных групп, и оба сохраняли свой нейтралитет во время Холодной войны. Всё это послужило толчком для плодотворного сотрудничества Бирмы и Югославии, особенно в военной сфере.
В 1952 году бирманское правительство обратилось в югославское посольство в Пакистане с просьбой заключить сделку по поставкам оружия. Югославская сторона согласилось. Поставки осуществлялись довольно быстро и беспрепятственно, что вызвало большое впечатление у военного командование Бирмы, неожидавшего столь скорого получения техники и стрелкового оружия из географически далёкой страны. С середины 1950-х по 1988 год в Бирму из Югославии осуществлялись поставки артиллерийских орудий, стрелкового вооружения, учебно-тренировочных и боевых самолётов. Всего за несколько лет Югославия стала одним из крупнейшим поставщиком вооружений для армии Бирмы.
Об отношениях двух государств посол Китая в Рангуне в конфиденциальном докладе написал: «отношения между Бирмой и Югославией ... относятся к специальной категории отношений ... политическое сотрудничество между этими двумя странами нельзя игнорировать».
Во время гражданской войны в Бирме Югославия заняла сторону правительства, оказывая ему всевозможную материальную помощь.
Примечательно, что основой для конституции Союза Бирма 1947 года послужила югославская конституция 1946 года.

## Современность
В 2001 году Сербия поставила Мьянме 30 буксируемых гаубиц M-2A1 и M-56, а также несколько 155-мм самоходных гаубиц «Нора».
В 2013 году Х.Е. У Зан Тун (англ. H.E.U Zaw Tun), 18-й посол Мьянмы в Сербии, пожертвовал бронзовую статую Будды для школы буддизма Therawada в Белграде. Ежегодно там проводятся культурно-массовые мероприятия, которые организуются при посредничестве посольства Мьянмы.
В 2015 году в Белград с рабочим визитом приехал мьянманский генерал Мин Аун Хлаин (англ. Min Aung Hlaing). Во время своей поездки в Сербию, он посетил несколько местных достопримечательностей, включая Белградскую крепость.